# Blera nigrescens
Blera nigrescens är en tvåvingeart som beskrevs av Tokuichi Shiraki 1968. Blera nigrescens ingår i släktet stubblomflugor, och familjen blomflugor. Inga underarter finns listade i Catalogue of Life.